# Proctocera scalaris
Proctocera scalaris là một loài bọ cánh cứng trong họ Cerambycidae.